# Knolsmeerwortel
Knolsmeerwortel (Symphytum tuberosum) is een vaste plant uit de ruwbladigenfamilie (Boraginaceae). De plant wordt 20 tot 50 cm hoog en de bloeitijd strekt zich uit over de maanden april mei en juni. Hij komt voor in gemengde bossen en loofbossen, langs beken en op beschaduwde open plekken in vrijwel geheel Europa. In Nederland slechts op enkele plaatsen verwilderd aangetroffen.
Op de ondergrondse buisachtige verdikte wortels van de knolsmeerwortel vormen zich rechtopstaande harige stengels waaraan ruw behaarde bladeren groeien. De onderste bladeren zijn eirond, de bovenste lancetvormig. De plant heeft trompet- of buisvormige geelwitte bloemen die in eenzijdige trossen groeien. De vruchtjes bestaan uit vier nootjes die opgeborgen liggen in de kelkbuis.
Symphytum tuberosum is te onderscheiden van Symphytum officinale doordat hij geen gevleugelde bladvoeten heeft.
... · 
S. asperum (Ruwe smeerwortel) · 
S. officinale (Gewone smeerwortel) · 
S. tuberosum (Knolsmeerwortel) · 
S. ×uplandicum (Bastaardsmeerwortel) · 
...